# Линейные корабли проекта 23
Линейные корабли проекта 23 (тип «Советский Союз») — проект линейных кораблей, строившихся для Военно-Морского Флота СССР в конце 1930-х — начале 1940-х годов в рамках программы строительства «Большого морского и океанского флота». Считалось, что новые линкоры будут самыми большими и мощными в мире. Ни один из заложенных кораблей проекта не удалось достроить и включить в состав советского флота.

## История разработки

### Принятие решения о создании нового типа кораблей
Боевым уставом Военно-Морских Сил РККА — 1930 г. (БУ-30) линейные корабли признавались главной ударной силой флота, а курс на индустриализацию открывал реальные перспективы в их создании. Технический проект линкора был окончен к концу апреля 1937 года. Однако его утверждение и закладка двух первых кораблей, заказанных 22 ноября 1936 года Балтийскому заводу, не состоялись. В конце мая 1937 года было увеличено стандартное водоизмещение до 55 000 т. во изменение первоначального проекта.

### Окончательное утверждение проекта
Первоначально срок завершения проектных работ намечался на 15 октября 1937 г., однако окончательно «проект 23» был утверждён постановлением Комитета обороны при СНК СССР только 13 июля 1939 г., когда головной корабль был уже заложен.
Плановая стоимость первых четырёх кораблей проекта (1,18 млрд рублей) была равна почти трети годового военно-морского бюджета страны в 1940 году.

## История строительства
В общем по проекту 23 был проведён колоссальный объём опытно-конструкторских работ (одних моделей было построено более ста штук) и различных испытаний, включая: экспериментальное бомбометание по переоборудованному сухогрузному судну (была установлена соответствующая палубная защита), имитацией подрывов на минах и торпедах (более тридцати масштабных и два натурных). Была создана защита от неконтактных взрывателей — размагничивающее устройство, спроектированное в ЛФТИ в 1936—37 годах и получившее последующее применение на кораблях всех классов. Кроме того, были подготовлены стапели и достроечно-аварийные доки на Балтийском и Николаевском заводах. Таким образом процесс проектирования данных линкоров дал мощный импульс в деле создания крупных кораблей на отечественных судостроительных заводах.

Головной линейный корабль «Советский Союз», заводской номер С-299, был заложен в Ленинграде на Балтийском заводе. Об этом свидетельствует официальное донесение: 
«Начальнику Управления кораблестроения РККФ инженеру-флагману 3 ранга т. Горшкову. Настоящим доношу, что 15 июля 1938 г. на заводе имени С. Орджоникидзе заложен л/к „Советский Союз“. Уполномоченный УК военинженер 1 ранга Кудзи»
В 1938—1939 годах на двух других предприятиях заложены ещё три линкора: «Советская Украина» (С-352) в Николаеве, «Советская Россия» (С-101) и «Советская Белоруссия» (С-102) в Молотовске.
В октябре 1940 был отдан приказ приостановить строительство корабля «Советская Белоруссия», готового на 1 %, а основные усилия сосредоточить на корабле «Советский Союз». Из-за начала Великой Отечественной войны строительство линкоров было прекращено (готовность «Советского Союза» составила 19,44 %, «Советской Украины» — всего 7 %), а по окончании войны недостроенные корабли были разобраны.

## Конструкция
Непотопляемость корабля должна была обеспечиваться при разрушенной небронированной части корабля и одновременном попадании двух 21-дюймовых торпед в днище или трёх торпед в були. Много внимания было уделено качеству и прочности соединения броневых плит различными способами: на заклепках в три ряда в шахматном порядке, на шпонках и т. д. Рассматривалась возможность применения сварки, которая постепенно входила в практику советского и зарубежного кораблестроения (сварные броневые палубы толщиной 12—30 мм германских крейсеров типа «Лютцов»). По результатам проведённой в 1938 г. в Военно-морской академии военной игры с учебной стрельбой на тренировочном стенде считали, что советские корабли «проекта 23» будут иметь преимущества перед зарубежными линкорами. Тогда же был сделан и вывод о «выгодности 85—105-мм калибра для зенитной артиллерии», впоследствии потребовавший существенного уточнения.

### Конструкция корпуса и надстройки

##### Бронирование
броневой пояс: 375—420 мм, высота пояса 6,27 м, угол наклона 5°,
переборки: 230—365 мм,
барбет: 425 мм,
орудийные башни: 495 мм,
палуба: 25+155+50 мм,
рубка: 425 мм

##### Противоторпедная защита
Противоторпедная защита была рассчитана на взрыв заряда до 750 кг в тротиловом эквиваленте. Противоторпедная защита имела протяжённость чуть меньше 70 % длины корабля по КВЛ. На большей части длины её глубина составляла не менее 7,5 м (на миделе — 8,2 м) и лишь у носового траверза цитадели (64-й шпангоут) уменьшилась до 7,1 м. В кормовой части цитадели по конструктивным соображениям, вместо итальянской системы применена американская с четырьмя продольными переборками.
Для объективной сравнительной оценки различных систем защиты в 1937—1938 годах в Николаеве прошла серия опытов с подрывом 24 масштабных (1:5) изготовленных заводом № 200 отсеков семи известных в то время систем. Результаты этих испытаний, проведённых комиссией капитана 2 ранга Лундышева, были выбраны две наиболее эффективные: американская, применённая на линкоре «Вест-Вирджиния», и итальянская типа «Пульезе-Литторио». Базируясь на этих результатах, в феврале 1938 года предложили на корабле проекта 23 замену итальянской системы на американскую, считая её более предпочтительной, как по сопротивляемости взрыву, так и по конструктивным и эксплуатационным качествам. Предложение было отвергнуто из-за опасений, что переделка отодвинет срок закладки корабля.

### Энергетическая установка
ГЭУ корабля должна включать три главных турбозубчатых агрегата (ГТЗА) мощностью по 67 000 л. с. (максимальная 77 000 л. с.) и шесть водотрубных котлов.

#### Характеристики ЭУ
Паропроизводительность одного котла 162 т/ч (максимальная 185 т/ч), давление на выходе 37 атм. при температуре 380 °С. ГТЗА линкора были унифицированы с агрегатами тяжёлого крейсера проекта 69.

## Вооружение

### Артиллерийское вооружение
Артиллерийское вооружение линкоров должно было составлять девять 406-мм орудий главного калибра в трёх башнях, двенадцать 152-мм орудий в шести двухорудийных башнях, а также восемь 100-мм зенитных орудий в четырёх спаренных  башнях и тридцать два 37-мм зенитных автомата в счетверённых башенноподобных установках-гнёздах.
Для линкоров специально разрабатывалась 406-мм морская пушка Б-37. В связи с прекращением строительства линейных кораблей типа «Советский Союз» в июле 1941 года работы над созданием орудия Б-37 и башни МК-1 к нему были остановлены, но одна из опытных пушек Б-37 в 1941—1944 годах принимала участие в обороне Ленинграда от немецких войск и в составе батареи № 1 Научно-исследовательского морского артиллерийского полигона поддерживала войска Ленинградского и Волховского фронтов на различных направлениях.

## Сравнение с аналогами
Сравнение проектов реально заложенных линейных кораблей стандартным водоизмещением более 50000 т.
|                             | Ямато (Япония)                      | Советский Союз пр. 23 (СССР)       | H39 (Германия)                      | Монтана (США)                       |
| --------------------------- | ----------------------------------- | ---------------------------------- | ----------------------------------- | ----------------------------------- |
| Год закладки                | 1937                                | 1938                               | 1939                                | 1941                                |
| Водоизмещение стандартное т | 62 315 (проектн.) 63 200 (реал.)    | 59 150 (проектн.) 60 190 (оценка)  | 53 489 (проектн.)                   | 60 500 (проектн.)                   |
| Водоизмещение полное т      | 69 998 (проектн.) 72 810 (реал.)    | 65 150 (проектн.) 67 370 (оценка)  | 63 596 (проектн.)                   | 70 500 (проектн.)                   |
| Длина м                     | 269,4                               | 243,9-263                          | 266-277,8                           | 281,9                               |
| ГЭУ                         | 4 ТЗА 12 ПК 150 000 л. с.           | 3 ТЗА 6 ПК 201/231 000 л. с.       | 3-вальная 12 диз. 148 000 л. с.     | 4 ТЗА 8 ПК 172 000 л. с.            |
| Скорость хода, узлов        | 27,5                                | 28/29                              | 30,4                                | 28                                  |
| Бронирование мм:            |                                     |                                    |                                     |                                     |
| Главный пояс                | 410/20°                             | 375—420/5°+20                      | 180—320/8°+скос 120                 | 406/ 19°                            |
| Верхний пояс                | нет                                 | 180—420 мм                         | 150+25 мм                           | нет                                 |
| Нижний пояс                 | 100—170 - 200—270 мм                | нет                                | нет                                 | 95-210 мм                           |
| Броня в оконечностях        | нет                                 | до 285—365 мм                      | до 150 мм                           | нет                                 |
| Палубное бронирование       | главная 200—230 мм                  | 25+155+50 мм                       | 50-60+100-150 мм                    | 51+147-186+25 мм                    |
| Башни (лоб/бок/крыша/тыл):  | 650/250/270/460 мм                  | 495/230/230/410 мм                 | 400/220/180-220/325 мм              | 560/254/233/370 мм                  |
| Вооружение:                 |                                     |                                    |                                     |                                     |
| Орудия                      | 9-460/45 12-155/60 12-127/40 24- 25 | 9-406/50 12-152/58 12-100/56 40-37 | 8-406/52* 12-150/55 16-105/65 16-37 | 12-406/50 20-127/54? 32-40/56 20-20 |
| Вес залпа ГК                | 13 140 кг                           | 9972 кг                            | 8240 кг*                            | 14 696 кг                           |

- * Орудие 40,6 cm/52 (16") SK C/34 по сути являлось 42 cm/48 (16,5") SK C/40. Являясь подогнанным под максимально разрешённый договорами калибр, благодаря искусственному утолщению ствола путём растачивания оно могло легко вернуться к проектному калибру с увеличенной массой снаряда. В этом случае бортовой залп ГК превысил бы 9,1 тонны.